# 李寿伟
李寿伟（1971年3月—），全国人大监察和司法委员会司法室主任（2018—2020年），中共甘肃省纪委副书记、甘肃省监察委员会副主任（2020—）。

## 生平
山东烟台人。1989—1994年北京大学法学专业，畢業後進入全国人大常委会法制工作委员会刑法室系統，在該系統26年。2009-2015年中国人民大学诉讼法学专业在职研究生，获法学博士。2020年任中共甘肃省纪委副书记、甘肃省监察委员会副主任，任內擔任2021年黄河石林百公里越野赛事故調查組成員。